# 克拉克岩

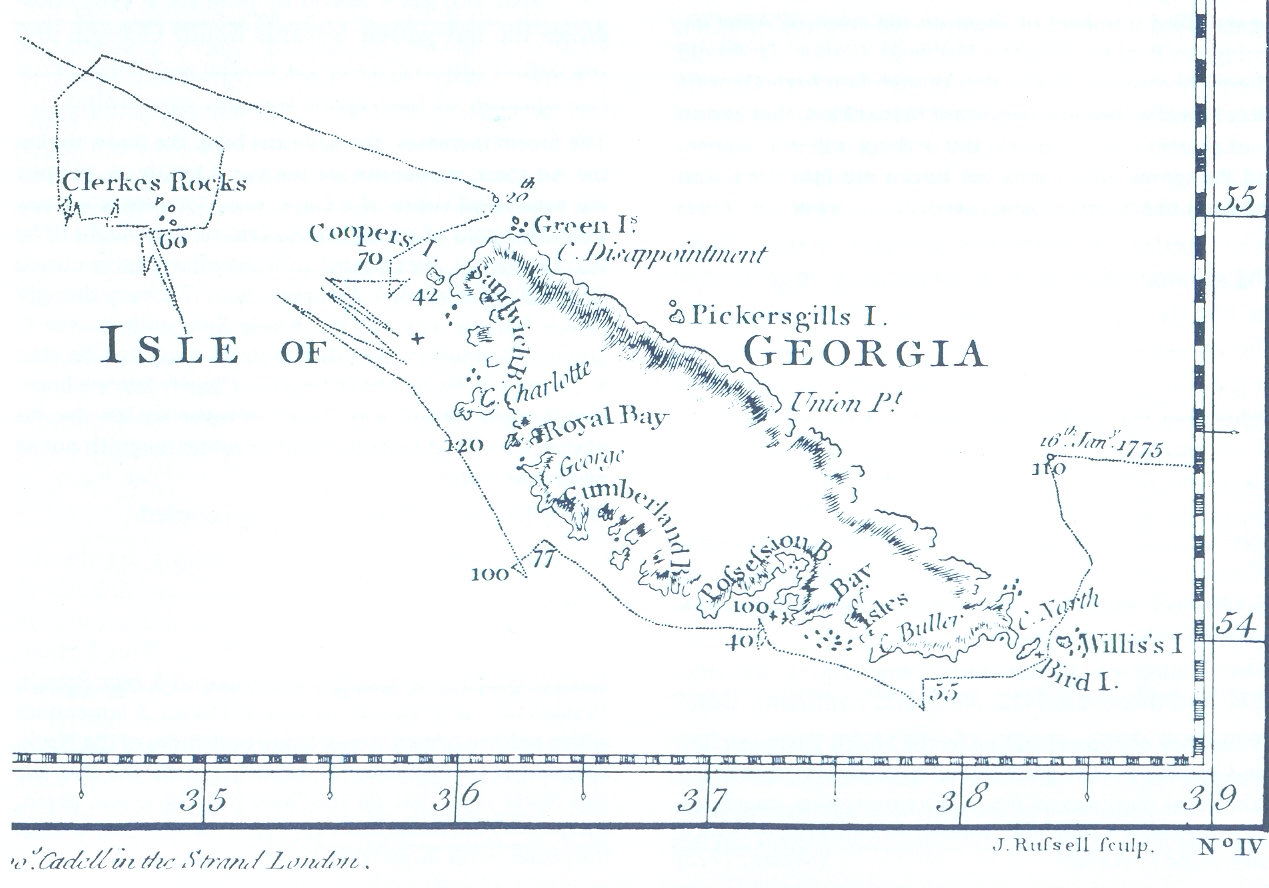

克拉克岩（英語：Clerke Rocks），是南極洲的岩石，位於南喬治亞群島，東西端相距8公里，在1775年由詹姆斯·庫克率領的英國探險隊發現，現時由英國海外領土南佐治亞及南三文治群島管轄。